# Cerkev sv. Volbenka, Zelše
Cerkev sv. Volbenka stoji na griču južno od vasi Zelše na severnem obrobju Cerkniškega polja. Zgrajena je bila v 17. stoletju na pobudo cerkniškega župnika Gregorja Červiča in je posvečena svetemu Volbenku. Tloris cerkve je zasnovan na obliki trolistne deteljice, zvonik je iz obdobja visokega baroka.